# Nasavrky (okres Ústí nad Orlicí)
Obec Nasavrky (německy Nassaberg) se nachází v okrese Ústí nad Orlicí v Pardubickém kraji, necelé 4 km severovýchodně od Chocně. Žije zde 142 obyvatel.

## Historie
První písemná zmínka o obci pochází z roku 1555 (vklad do desk zemských byl proveden teprve v roce 1559), kdy Jaroslav z Pernštejna prodal Zikmundovi z Šelmberka a na Kosti panství Choceň, jehož byly Nasavrky součástí.

## Galerie

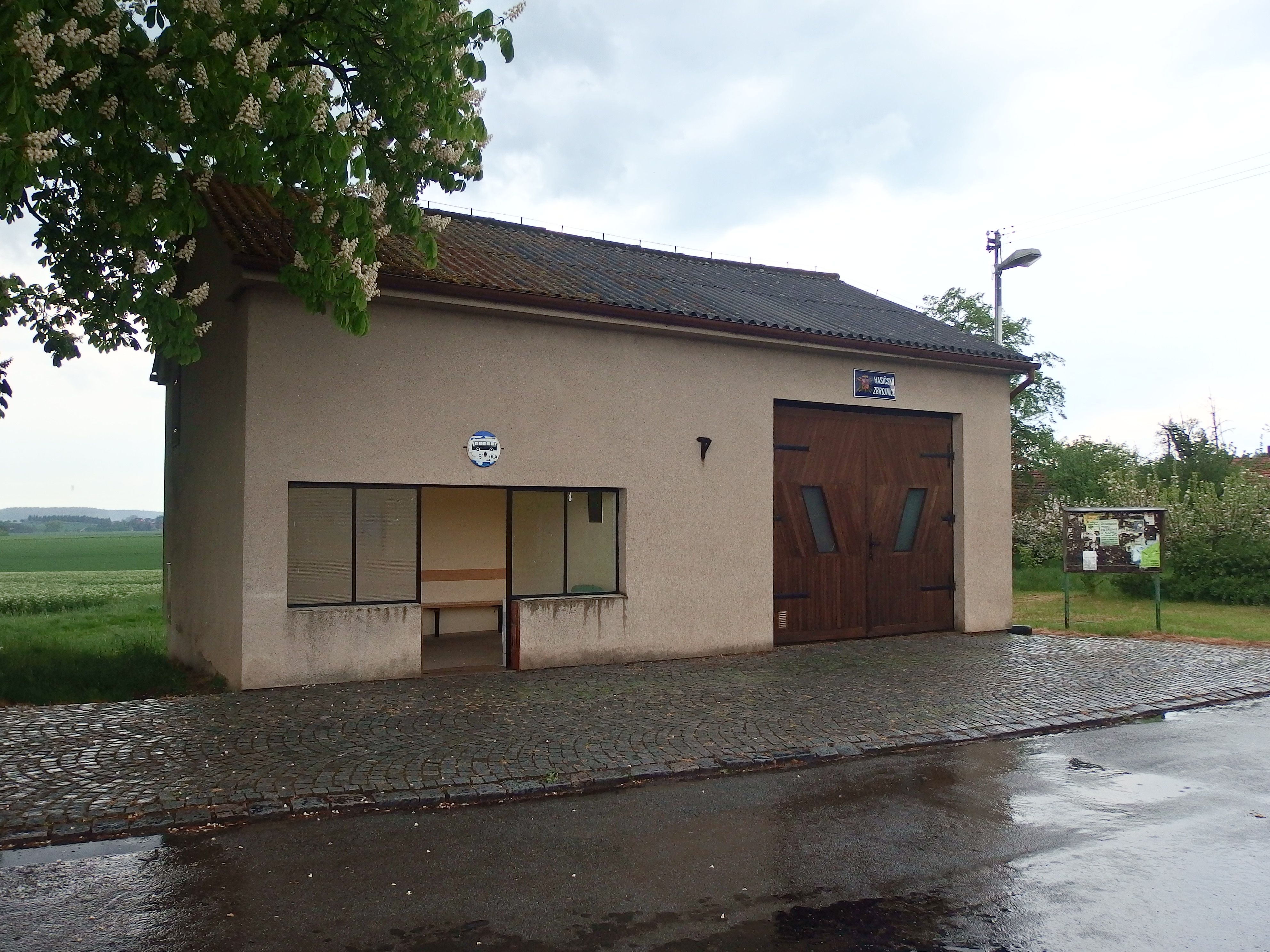
Zastávka
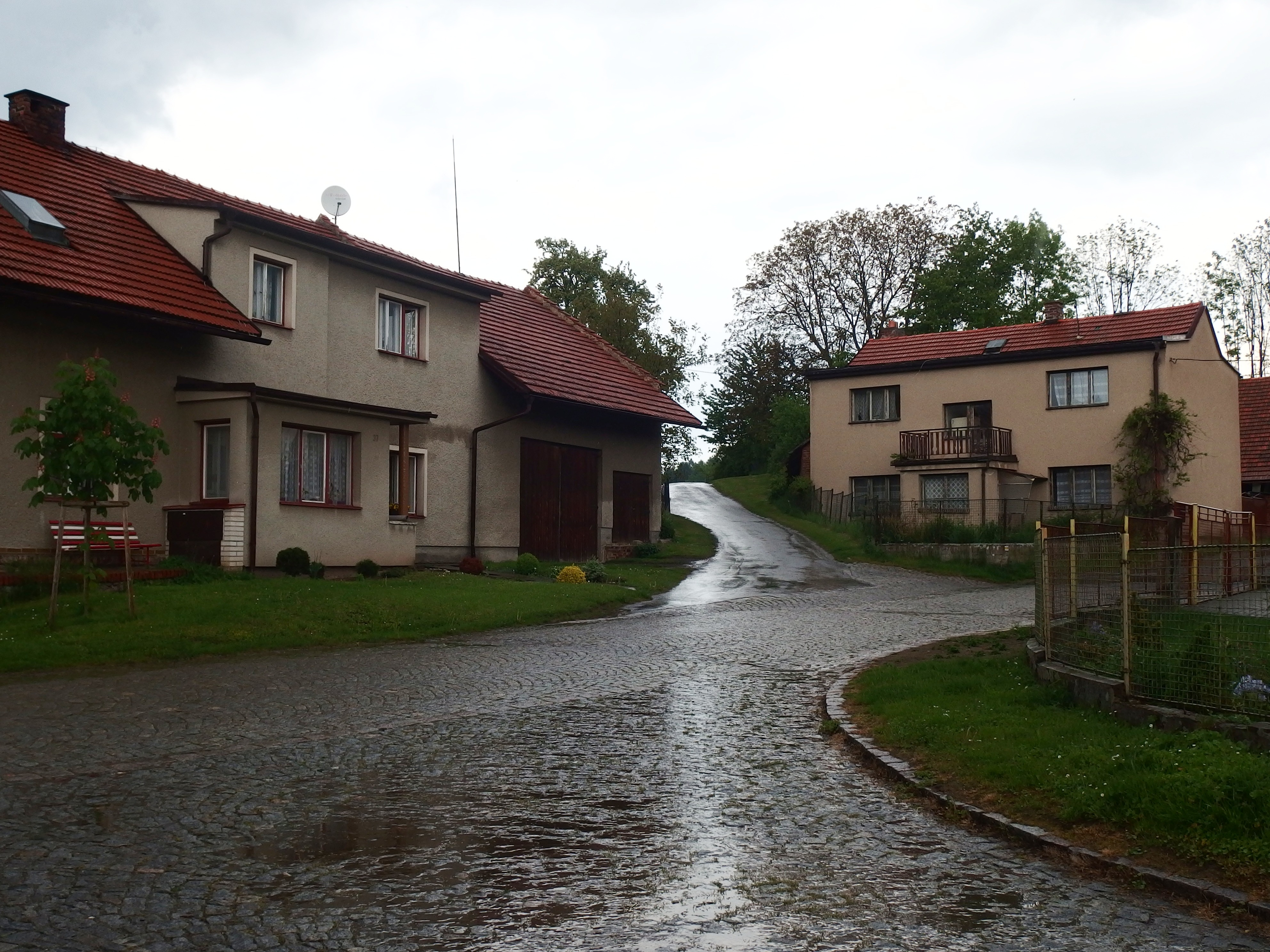
Dům čp. 37